# Fallicambarus harpi
Fallicambarus harpi là một loài tôm càng sông trong họ Cambaridae. Chúng chỉ được tìm thấy ở tây nam Arkansas.